# 国宝絵画の一覧

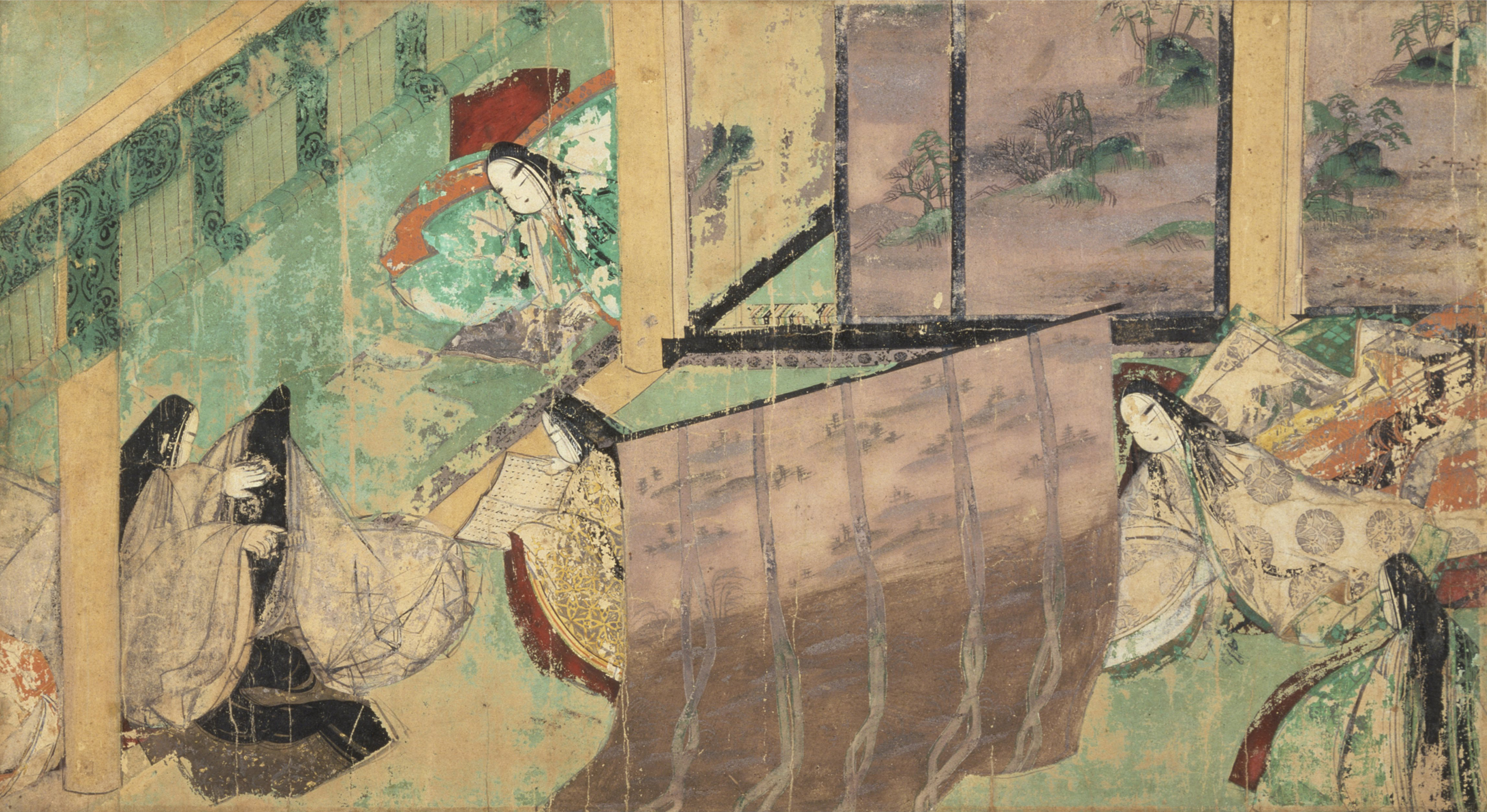
源氏物語絵巻『東屋』

本項では、日本国の文化財保護法により1951年以降に国宝に指定された絵画作品を国宝絵画の一覧（こくほうかいがのいちらん）として概説する。
日本では1897年以来、特に優れた有形文化財を「国宝」として指定してきた。国宝の定義、評価基準は年代とともに変化し、1950年に施行された文化財保護法のもと、それまでの国宝は重要文化財となり、重要文化財の中からあらためて国宝が指定されるようになった。同法に基づく国宝（いわゆる「新国宝」）の最初の指定は1951年6月9日に行われた。
国宝絵画は譲渡が制限されており、日本国外への輸出は文化財保護法第44条で禁止されている。所有者は絵画が損傷、紛失した場合には公表する義務があり、所有者の変更や、絵画の修復に必要な移動であっても、許可を得る必要がある
。
国宝は「重要文化財のうち世界文化の見地から価値の高いもので、たぐいない国民の宝たるもの」として文部科学大臣が指定するもので、国宝絵画は8世紀の奈良時代から19世紀の江戸時代までの159件となっている（2012年9月指定分まで）。絵画で国宝指定されているのは159件だが、これは作品点数ではなく、文化財としての指定件数である。『十二天像』のように、複数の作品が1件の国宝に指定されている場合もあるため、実際の作品点数は159よりも多い。描かれている題材は、仏教画、山水画、肖像画、風俗画などがあり『源氏物語絵巻（隆能源氏）』のように特定の文学作品に取材した作品もある。中国から伝来した絵画も国宝に指定されている。国宝指定名称としての各絵画の題名は、『凍雲篩雪図』（浦上玉堂筆）など一部を除いて作者によるものではなく、各絵画の内容に基づいて後に命名されたものである。
6世紀半ばに百済から日本へ仏教が伝来し、同時に中国から仏教画ももたらされた。飛鳥時代前期から後期（白鳳期）にかけて（7世紀末頃まで）の日本絵画の遺品はきわめて少なく、法隆寺にある玉虫厨子（工芸品部門の国宝）の装飾画、絵画的表現を有するものとして中宮寺の天寿国繡帳（工芸品部門の国宝）などが挙げられるにすぎない。これら最初期の仏教画には中国の作風、特に南北朝時代から隋（581年 - 618年）の仏教画の影響がみられる。白鳳期から奈良時代（7世紀末から8世紀）に日本で描かれた絵画には唐（615年 - 907年）の影響が見られ、『高松塚古墳壁画』や『麻布著色吉祥天像』などは、典型的な唐様式の絵画となっている。奈良時代に描かれた現存する絵画のほとんどは仏教を主題としており、その作者は不明なものがほとんどである。奈良時代の芸術作品は、彫刻の現存するものが比較的多いのに対し、絵画の現存例は少ない。法隆寺金堂壁画（重要文化財）はこの期の作品であったが1949年に焼損した。9世紀はじめの平安時代以降、中国風の絵画は「唐絵」として日本絵画の中で一つの様式を形成するにいたった。。
8世紀から9世紀の平安時代初期には純粋密教である真言宗、密教の要素をもつ天台宗がそれぞれ空海と最澄によって唐からもたらされ、曼荼羅が多く描かれるようになる。浄土教の発展は来迎図の様式を発達させ、1053年に平等院の『鳳凰堂中堂壁扉画』に描かれた「九品来迎図」に見られるように、西方浄土の阿弥陀如来を題材とした絵画も多く描かれるようになった。平安時代中期にはそれまでの唐絵から、襖絵や屏風絵に見られるように日本独自の「大和絵」が主流になっていく。平安時代末期の1185年ごろには、大和絵が絵巻物の挿絵として描かれることが盛んになった。『源氏物語』を題材にした『源氏物語絵巻』が特に有名で、他にも応天門の変を描いた『伴大納言絵詞』などの歴史的事件を題材にしたものや『紙本著色餓鬼草紙』のように宗教を題材とした絵巻物が存在する。絵巻物は鎌倉時代（1185年頃 - 1333年）になるまで作成されていたが、奈良時代と同様に絵画よりも彫刻のほうが芸術作品としては好まれていた。
その後、宋、元の影響を受けた、墨のみの単色で描かれた水墨画が、それまでの多色絵巻物よりも隆盛を見せ始める。室町時代の14世紀終わりには、中国で様式が完成された山水画が、画僧によって日本独自の発展を遂げた。国宝指定の『竹斎読書図』、『山水図（水色巒光図）』の作者に帰される室町時代の禅僧の周文と、その弟子で『四季山水図巻（山水長巻）』ほか6点が国宝絵画に指定されている雪舟が、もっともよく知られる当時の画僧である。初期の日本絵画と同様に水墨画の多くは寺院のために描かれたものであったが、室町時代後期の1573年ごろには禅寺から散逸し、狩野派の画家たちの手本となっていった。
それまでの時代と対照的に、安土桃山時代（1568年 - 1603年）の絵画は金銀箔を大量に使用した、極彩色で雄大なものである。大規模な絵画が戦国大名の城郭の装飾として用いられた。この時代以降、有力武家の保護を受けた狩野派は300年にわたって日本絵画の主流を占めることになる。大規模で多色使いの絵画の流行は江戸時代（1603年 - 1868年）になっても続き、俵屋宗達、尾形光琳を代表とする琳派は、平安時代の古典的日本文学を主題とした題材を鮮やかな色使いで描き出している。18世紀には宋の文人画が日本にもたらされ、南画として成立した。南画の代表的な画家としては池大雅、与謝蕪村があげられる。

## 時代別・所在地別件数
国宝絵画は159件が指定されている（2012年9月指定分まで）。これら国宝絵画の所蔵先は、博物館、美術館、寺院、神社、個人、大学などで、なかでも東京国立博物館、京都国立博物館に多くの作品が所蔵されている。都道府県別では、京都府に53件、東京都に46件、奈良県に17件の国宝絵画が存在し、施設別の所蔵数としては東京国立博物館（25件）が最多となっている。
| 所在地   | 国宝数 |
| -------- | ------ |
| 岩手県   | 1      |
| 山形県   | 1      |
| 東京都   | 46     |
| 神奈川県 | 6      |
| 山梨県   | 2      |
| 岐阜県   | 1      |
| 静岡県   | 1      |
| 愛知県   | 2      |
| 滋賀県   | 4      |
| 京都府   | 53     |
| 大阪府   | 6      |
| 兵庫県   | 2      |
| 奈良県   | 17     |
| 和歌山県 | 9      |
| 鳥取県   | 1      |
| 岡山県   | 2      |
| 広島県   | 2      |
| 山口県   | 1      |
| 福岡県   | 1      |

| 時代区分     | 国宝数 |
| ------------ | ------ |
| 唐           | 1      |
| 奈良時代     | 5      |
| 平安時代     | 52     |
| 北宋         | 3      |
| 南宋         | 17     |
| 鎌倉時代     | 41     |
| 南北朝時代   | 3      |
| 元           | 6      |
| 室町時代     | 14     |
| 安土桃山時代 | 6      |
| 江戸時代     | 15     |

1. 1 2 3 4 5 6  独立行政法人国立文化財機構（東京都）、財団法人徳川黎明会（東京都）、財団法人石橋財団（東京都）、近畿日本鉄道株式会社（大阪府）所有の物件については、法人所在地ではなく実際の所蔵先（博物館・美術館）の都府県の件数に計上している。
2. 1 2 3  複数の時代区分にまたがって分類されているものもある。『絹本著色真言七祖像』、『紙本墨画五部心観』は唐と平安時代、『紙本墨画鳥獣人物戯画』、『絹本著色阿弥陀聖衆来迎図』は平安時代と鎌倉時代に、それぞれ含まれている。

## 一覧
- 名称: 文化庁の「国指定文化財等データベース 国宝・重要文化財（美術品）：国宝、絵画」に登録されている名称[6]
- 作者: 絵画を描いた、あるいは銘などから描いたと見なされている芸術家の名前
- 年代・特記事項: 絵画が制作された時代区分、作成年、その他特記事項
- 形状・技法:  形態、技法、寸法
- 所蔵: 絵画が保管されている場所、都道府県名
- 画像: 国宝絵画の画像、もしくは複数枚で国宝指定されている絵画の場合は代表的な絵画の画像

| 名称 | 作者                                                | 年代・特記事項 | 形状・技法 | 所蔵                                         | 画像 |
| --- | --------------------------------------------------- | --- | --- | -------------------------------------------- | --- |
| 紺紙著色金光明最勝王経金字宝塔曼荼羅図 （こんしちゃくしょくこんこうみょうさいしょうおうきょうきんじほうとうまんだらず） | —                                                   | 平安時代、12世紀後半頃 十幀完存している。 | 額装十幀 紺紙に金銀泥と顔料 (139.7cm x 54.8cm) | 岩手県 平泉町 中尊寺大長寿院                 | |
| 紙本金地著色洛中洛外図 （しほんきんじちゃくしょくらくちゅうらくがいず） | 狩野永徳                                            | 安土桃山時代、1574年以前 織田信長から上杉謙信へ贈られたと伝わる。 | 六曲一双の屏風絵 金箔を貼った紙に墨、顔料 (160.5 x 364.5cm) | 山形県 米沢市 米沢市上杉博物館               | |
| 綾本著色聖徳太子絵伝 （りょうほんちゃくしょくしょうとくたいしえでん） | 秦致貞                                              | 平安時代、1069年2-5月 元は法隆寺東院絵殿の障子絵で、江戸時代に屏風絵に改装、さらに近年パネルに改装された。 | 10面 綾地に顔料 (189.2–190.5 x 137.2–148.2cm) | 東京都 東京国立博物館                        | |
| 絹本淡彩鷹見泉石像 （けんぽんたんさいたかみせんせきぞう） | 渡辺崋山（45歳時）                                  | 江戸時代、1837年 | 掛軸 絹地に淡彩顔料 (115.1 x 57.2 cm) | 東京都 東京国立博物館                        | |
| 絹本著色一遍上人絵伝 （けんぽんちゃくしょくいっぺんしょうにんえでん）巻七 | 円伊                                                | 鎌倉時代、1299年 別名：一遍聖絵（いっぺんひじりえ）全12巻。京都の歓喜光寺が所蔵していたが江戸時代後期に流出した。 | 絵巻物 絹地に顔料 (37.8 x 802.0cm) | 東京都 東京国立博物館                        | People of various stand, buildings, a wall and ox carts. An island in a lake is comopletely occupied by a canopy under which a large number of people are packed. |
| 絹本著色虚空蔵菩薩像 （けんぽんちゃくしょくこくうぞうぼさつぞう） | —                                                   | 平安時代、12世紀 不空訳による「大虚空蔵念誦法」を元に描かれている。以前は三井財閥が所蔵していた。 | 掛軸 絹地に顔料 (132.0 x 84.4cm) | 東京都 東京国立博物館                        | Frontal view of a deity seated on a pedestal in lotus position embellished with ornaments. The right arm is hanging down supported by the legs with the palm of the right hand facing forward. The left hand is placed in front of the body. |
| 絹本著色孔雀明王像 （けんぽんちゃくしょくくじゃくみょうおうぞう） | —                                                   | 平安時代、12世紀 以前は原富太郎（原三渓、横浜三渓園の創設者）が所蔵していた。原の前は井上馨が所有。 | 掛軸 絹地に顔料 (147.9 x 98.9cm) | 東京都 東京国立博物館                        | Frontal view of a deity with four arms seated on a bird in lotus position embellished with ornaments. |
| 絹本著色紅白芙蓉図 （けんぽんちゃくしょくこうはくふようず） | 李迪                                                | 南宋、1197年 二幅は元は画冊等に貼られた作品だったと考えられるが、日本に輸入されてから茶の湯の掛け物としての嗜好に合わせ一対の掛軸装にされた。                                                                            | 二幅の掛軸 絹地に顔料 (25.2 x 25.5cm) | 東京都 東京国立博物館                        | Two pink hibiscus flowers and leaves on a dark-yellow background. · Two white hibiscus flowers and leaves on a dark-yellow background. |
| 絹本著色十六羅漢像 （けんぽんちゃくしょくじゅうろくらかんぞう） | —                                                   | 平安時代、11世紀 現存する十六羅漢像の最古のもの。以前は聖衆来迎寺が所蔵していた。 | 十六幅の掛軸 絹地に顔料 (95.9-97.2 x 57.8-52.2cm) (37.8-38.3 x 22.8-20.6cm) | 東京都 東京国立博物館                        | A priest seated under a tree feeding a four-legged animal in the shape of a small horse. |
| 絹本著色千手観音像 （けんぽんちゃくしょくせんじゅかんのんぞう） | —                                                   | 平安時代、12世紀 不空訳による『千手観音大悲心陀羅尼経』を元に描かれるが、胎蔵界曼荼羅の影響も受けている。以前は川崎家が所蔵していた。                                                                                    | 掛軸 絹地に顔料 (138.0 x 69.4cm) | 東京都 東京国立博物館                        | Frontal view of a deity with a large number of arms. Small heads and figures are seen above the head of the main figure. |
| 絹本著色桃鳩図 （けんぽんちゃくしょくももはとず） | 徽宗                                                | 北宋、1108年または1109年 | 掛軸 絹地に顔料 (28.5cm x 26.1cm) | 東京都 個人所蔵                              | Side view of a pigeon seated on a branch with buds and blossoms but without leaves. Seven Chinese characters are located on top of a square red stamp in the top right corner of the painting. |
| 絹本著色那智滝図 （けんぽんちゃくしょくなちのたきず） | —                                                   | 鎌倉時代、13-14世紀 垂迹画に分類される。亀山上皇が弘安4年（1281年）の那智山参詣時に建てた碑伝とおぼしき卒塔婆が描かれていることから、制作年代の目安となる。                                                              | 掛軸 絹地に顔料 (160.7 x 58.8cm) | 東京都 根津美術館                            | A very tall and narrow depiction of a waterfall. There are large trees at the bottom of the fall and small trees at the top of the rock face. The sun (or moon) is half visible behind the rock. |
| 絹本著色普賢菩薩像 （けんぽんちゃくしょくふげんぼさつぞう） | —                                                   | 平安時代、12世紀 | 掛軸 絹地に顔料 (159.1 x 74.5cm) | 東京都 東京国立博物館                        | A deity seated cross-legged on a pedestal on top of a white elephant. |
| 絹本著色林檎花図 （けんぽんちゃくしょくりんごかず） | 伝 趙昌                                             | 南宋、12世紀初期 | 掛軸 絹地に顔料 (23.6 x 25.5cm) | 東京都 畠山記念館                            | Blossoms and leaves on a branch painted on an oval background. |
| 絹本著色鶉図 （けんぽんちゃくしょくうずらず） | 伝 李安忠                                           | 南宋、12-13世紀 雄日芝に鶉を配した本品は、以前は菊に鶉の別の掛軸と対になっていた。足利義教の鑑蔵印である雑華室印が押されている。                                                                                         | 掛軸 絹地に顔料 (24.4 x 27.8cm) | 東京都 根津美術館                            | A quail in three-quarter view and a shrub on an oval background. |
| 絹本墨画淡彩出山釈迦図 （けんぽんぼくがたんさいしゅっさんしゃかず） 絹本墨画淡彩雪景山水図 （けんぽんぼくがたんさいせっけいさんすいず） 絹本墨画淡彩雪景山水図 （けんぽんぼくがたんさいせっけいさんすいず）                                                             | 伝 梁楷                                             | 南宋、13世紀 雪景山水図二幅には足利義教の鑑蔵印である雑華室印が押されており、東山文化時代の御物として足利将軍家が所有していた。三幅は個別に国宝・重要文化財の指定を受けていたが、2007年に合わせて1件の国宝に指定された。 | 三幅の掛軸 絹地に墨 雪景山水図(110.3 x 49.7cm)右図 | 東京都 東京国立博物館                        | Tall and narrow painting of a landscape with mountains and vegetation. In the bottom left there are two very small horsemen. |
| 絹本墨画淡彩風雨山水図 （けんぽんぼくがたんさいふううさんすいず） | 伝 馬遠                                             | 南宋、13世紀 | 掛軸 絹地に墨 (110.0 x 55.8cm) | 東京都静嘉堂文庫美術館                       | Landscape with mountains and trees. |
| 紙本金地著色燕子花図 （しほんきんじちゃくしょくかきつばたず） | 尾形光琳                                            | 江戸時代、1705年頃 以前は西本願寺が所蔵していた。 | 六曲一双の屏風絵 金箔を貼った紙に墨、顔料 (150.0 x 338.8cm) | 東京都 根津美術館                            | Irises in blossom on a gold background covering the bottom left half of the screen. · Irises in blossom on a gold background covering more than half of the screen. |
| 紙本金地著色源氏物語関屋及澪標図 （しほんきんじちゃくしょくげんじものがたりせきやおよびみおつくしず） | 俵屋宗達                                            | 江戸時代 以前は醍醐寺が所蔵していた。 | 六曲一双の屏風絵 金箔を貼った紙に墨、顔料 (152.3 x 355.6cm) | 東京都静嘉堂文庫美術館                       | Landscape with people in court attire with a cart, a tori, a boat and trees. · Landscape with people in court attire with an ox-drawn cart, another cart, a fence, a building and hills. |
| 紙本金地著色桧図 （しほんきんじちゃくしょくひのきず） | 狩野永徳                                            | 桃山時代 別名：檜図屏風。元々は1590年に完成した八条宮家邸の襖絵だったと言われる。 | 八曲一隻の屏風絵 金箔を貼った紙に墨、顔料 (170.3 x 460.5cm) | 東京都 東京国立博物館                        | The lower parts of a cypress on a gold background. |
| 紙本金地著色楼閣山水図 （しほんきんじちゃくしょくろうかくさんすいず） | 池大雅                                              | 江戸時代、18世紀 | 六曲一双の屏風絵 金箔を貼った紙に墨、顔料 (168.7 x 745.2cm) | 東京都 東京国立博物館                        | Landscape with people, a bridge and a pavilion. · Coastal scene with boats, people and mountains. |
| 紙本淡彩随身庭騎絵巻 （しほんたんさいずいじんていきえまき） | 伝 藤原信実                                         | 鎌倉時代、1247年 | 絵巻物 紙に淡彩顔料 (28.7 x 237.5cm) | 東京都 大倉集古館                            | Horseman with a holster of arrows on his back seated on a shying horse. |
| 紙本淡彩雪松図 （しほんたんさいゆきまつず） | 円山応挙                                            | 江戸時代、1773年 | 六曲一双の屏風絵 紙に淡彩顔料 (155.5 x 362.0cm) | 東京都 三井記念美術館                        | Two paintings of pine trees covered with snow |
| 紙本淡彩納涼図 （しほんたんさいのうりょうず） | 久隅守景                                            | 江戸時代、17世紀 木下長嘯子の歌から着想を得たと考えられる。 | 二曲一隻の屏風絵 紙に淡彩顔料 (149.1 x 165.0cm) | 東京都 東京国立博物館                        | Man, woman and child lying and sitting under a pergola looking to the left. |
| 紙本著色花下遊楽図 （しほんちゃくしょくかかゆうらくず） | 狩野長信                                            | 桃山時代、17世紀 原六郎が所蔵していたが、関東大震災で、当時修理中であった右隻中央の2扇を焼失した。 | 六曲一双の屏風絵 紙に顔料 (148.6 x 355.8cm) | 東京都 東京国立博物館                        | People standing and sitting under a large tree with white blossoms. · People engaged in various activities next to a house with engawa and a tree. |
| 旧河本家本 紙本著色餓鬼草紙 （きゅうこうもとけぼん しほんちゃくしょくがきぞうし） | —                                                   | 平安時代-鎌倉時代端境期、12世紀後期中葉 現存『餓鬼草紙』の一つ。元々は三十三間堂宝物の六道絵の一部と推定される。岡山県の河本家を経て伝わる。詞書は失われている。                                                         | 絵巻物 紙に顔料 (26.9 x 380.2cm) | 東京都 東京国立博物館                        | People in bright colors and skeletons with hair in dark colors. |
| 紙本著色絵因果経 （しほんちゃくしょくえいんがきょう） | —                                                   | 奈良時代、8世紀後半 | 絵巻物 紙に顔料 (26.5 x 1100.5cm) | 東京都 東京藝術大学大学美術館                | People seated around a Buddha statue and two heavenly beings descending from the sky. The lower part of the painting is covered by Chinese text. |
| 紙本著色観楓図 （しほんちゃくしょくかんぷうず） | 狩野秀頼（狩野元信の次男） 一説に元信の孫の秀頼とも | 室町時代、16世紀 秋冬の情景を描く。春夏を描いたもう一隻があったと推測されるが伝わっていない。 | 六曲一隻の屏風絵 紙に顔料 (150.2 x 365.5cm) | 東京都 東京国立博物館                        | Landscape with trees with red leaves, a bridge and people engaged in various activities. |
| 紙本著色源氏物語絵巻 （しほんちゃくしょくげんじものがたりえまき） | —                                                   | 平安時代、12世紀初期 物語を題材にする最古の絵巻であり、同時に仏教経典でない最古の絵巻。鈴虫、夕霧、御法の各帖。当初は10巻程が制作されたと考えられるが、現在は4巻分が伝わっている。                                       | 絵巻物（絵四面、詞九面） 紙に顔料 (21.8 x 23.4-48.3cm) | 東京都 五島美術館                            | People seated in a house and on an engawa in three-quarter view. One person is playing a flute. · Three women and one man seated in a house and on an engawa. The man, inside the house, is keeping a flat object in his hand while a woman approaches him from behind. Two other women are seated just outside the room as if eavesdropping. |
| 紙本著色紫式部日記絵巻 （しほんちゃくしょくむらさきしきぶにっきえまき） | 伝 藤原信実（絵）、九条良経（書）                   | 鎌倉時代、13世紀 | 絵巻物（絵三面、詞三面） 紙に顔料 (21.0 x 46.4-51.9cm) | 東京都 五島美術館                            | People seated on an engawa and in front of a house in three-quarter view. |
| 紙本著色扇面法華経冊子 （しほんちゃくしょくせんめんほけきょうさっし）巻八 | —                                                   | 平安時代、12世紀中頃 | 扇形冊子一帖（二十二面） 紙に顔料 (25.3 x 上弦部26.0cm) | 東京都 東京国立博物館                        | People engaged in various activities covered by text in Chinese script in a fan-shaped album. |
| 紙本著色地獄草紙 （しほんちゃくしょくじごくそうし） | —                                                   | 鎌倉時代、12世紀後期 蓮華王院宝蔵にあった絵巻の1つだった可能性がある。 | 絵巻物 紙に顔料 (26.9 x 249.3cm) | 東京都 東京国立博物館                        | Naked people in a sea of fire and being tormented by burning rocks. To the right of the scene is Japanese handwritten text. |
| 紙本著色伴大納言絵詞 （しほんちゃくしょくばんだいなごんえことば） | 常盤光長（土佐派）                                  | 鎌倉時代、12世紀後期 | 3巻の絵巻物 紙に顔料 (30.４ x 828.1cm) | 東京都 出光美術館                            | A large group of people. |
| 紙本著色平治物語絵詞 （しほんちゃくしょくへいじものがたりえことば） | 伝 住吉慶恩                                         | 鎌倉時代、13世紀 別名：平治物語絵巻 六波羅行幸巻（へいじものがたりえまき ろくはらぎょうこうのまき）。江戸時代には松平不昧が所蔵した。                                                                                    | 絵巻物 紙に顔料 (42.2 x 952.9cm) | 東京都 東京国立博物館                        | An ox-drawn cart surrounded by warriors in front of a gate as if departing. A priest standing in the gate is pointing at the cart. |
| 紙本墨画煙寺晩鐘図 （しほんぼくがえんじばんしょうず） | 伝 牧谿                                             | 南宋 瀟湘八景を描いた作品が切断、軸装されたもの。 | 掛軸 紙に墨 (32.3 x 103.6cm) | 東京都 畠山記念館                            | Fog-covered landscape. |
| 紙本墨画寒山図 （しほんぼくがかんざんず） | 可翁                                                | 南北朝時代 14世紀 | 掛軸 紙に墨 (85.8 x 32.5cm) | 東京都 個人所蔵                              | Portrait of a man looking to the left with his arms on the back. |
| 紙本墨画漁村夕照図 （しほんぼくがぎょそんせきしょうず） | 伝 牧谿                                             | 南宋、13世紀 煙寺晩鐘図と同じく瀟湘八景のひとつ。 | 掛軸 紙に墨 (33.0 x 112.6cm) | 東京都 根津美術館                            | Landscape with mountains, trees and boats on the sea. |
| 紙本墨画山水図 （しほんぼくがさんすいず） | 雪舟                                                | 室町時代、1495年 別名：破墨山水図（はぼくさんすいず） 雪舟の序と月翁周鏡ら京都五山6僧の題詞がある。 | 掛軸 紙に墨 (148.6 x 32.7cm) | 東京都 東京国立博物館                        | Landscape with mountains and trees. |
| 紙本墨画秋冬山水図 （しほんぼくがしゅうとうさんすいず） | 雪舟                                                | 室町時代、15世紀-16世紀初頭 元は曼殊院所蔵四幀の一部と考えられる。 | 二幅の掛軸 紙に墨 (47.8 x 30.2cm) | 東京都 東京国立博物館                        | Landscape with hills, trees and a house in the background. · Landscape with hills, trees and a house in the background. |
| 紙本墨画松林図 （しほんぼくがしょうりんず） | 長谷川等伯                                          | 桃山時代、16世紀 | 六曲一双の屏風絵 紙に墨 (156.8 x 356.0cm) | 東京都 東京国立博物館                        | Mist-covered pine trees. · Mist-covered pine trees. |
| 紙本墨画寒山拾得図 （しほんぼくがかんざんじっとくず） 禅機図断簡 （ぜんきずだんかん） | 因陀羅                                              | 元、14世紀 序は楚石梵琦。 | 掛軸（巻物を改装） 紙に墨 (35.0 x 49.5cm) | 東京都 東京国立博物館                        | Painting separated in two parts by Chinese text running vertically through the centre. The left half is empty, there are two seated people under a tree in the right half. |
| 紙本墨画禅機図断簡 （しほんぼくがぜんきずだんかん） 丹霞焼仏図 （たんかしょうぶつず） | 因陀羅                                              | 元、14世紀 | 掛軸（巻物を改装） 紙に墨 (35.0 x 36.8cm) | 東京都 町田市 石橋財団アートリサーチセンター | Painting with Chinese text running vertically on the left. There is a person seated on an open fire and another person standing in the right half. |
| 紙本墨画禅機図断簡 （しほんぼくがぜんきずだんかん） 智常・李渤図 （ちじょうりぼつず） | 因陀羅                                              | 元、14世紀 | 掛軸（巻物を改装） 紙に墨 (35.3 x 45.1cm) | 東京都 畠山記念館                            | |
| 紙本墨画禅機図断簡 （しほんぼくがぜんきずだんかん） 智常禅師図 （ちじょうぜんじず） | 因陀羅                                              | 元、14世紀 | 掛軸（巻物を改装） 紙に墨 (35.3 x 48.3cm) | 東京都静嘉堂文庫美術館                       | Painting with Chinese text running vertically on the left. There is a person seated under a tree and another person standing in the right half. |
| 紙本墨画禅機図断簡 （しほんぼくがぜんきずだんかん） 布袋図 （ほていず） | 因陀羅                                              | 元、14世紀 | 掛軸（巻物を改装） 紙に墨 (35.8 x 48.5cm) | 東京都 根津美術館                            | Painting with Chinese text running vertically on the right. There is a person seated under a tree and another person standing in the left half. |
| 紙本墨画淡彩周茂叔愛蓮図 （しほんぼくがたんさいしゅうもしゅくあいれんず） | 狩野正信                                            | 室町時代、15世紀 以前は伊達家が収蔵していた。 | 掛軸 紙に墨と淡彩顔料 (84.5 x 33.0cm) | 福岡県 太宰府市 九州国立博物館               | Tall and narrow painting with a tree and a lake covered with lotus flowers in the lower half. A boat with a man is floating on the lake. |
| 紙本墨画淡彩竹斎読書図 （しほんぼくがたんさいちくさいどくしょず） | 伝 周文                                             | 室町時代、1446年 序は竺雲等連、詩は江西龍派ら。 | 掛軸 紙に墨と淡彩顔料 (136.7 x 33.7cm) | 東京都 東京国立博物館                        | Landscape with mountains and trees. In the top left corner there is a Chinese text. |
| 紙本墨画六祖挟担図 （しほんぼくがろくそきょうたんず） | 直翁                                                | 南宋、13世紀 | 掛軸 紙に墨 (93.0 x 36.4cm) | 東京都 大東急記念文庫                        | |
| 紙本墨画瀟湘臥遊図巻 （しほんぼくがしょうしょうがゆうずかん） | 李氏                                                | 南宋、12世紀 | 巻物 紙に墨 (30.3 x 400.4cm) | 東京都 東京国立博物館                        | Coastal landscape with mountains and trees. To the right of the scene there is Chinese text. The scroll is covered by various stamps with red color. |
| 白描絵料紙理趣経 （はくびょうえりょうしりしゅきょう） | —                                                   | 鎌倉時代、1193年 料紙の白描絵は物語絵巻のための下絵とみられ、経文の内容とは無関係である。同様に白描絵のある料紙に墨書された『金光明経』も国宝に指定されている。                                                          | 巻物 紙に白描（白画） (25.0 x 450.5cm) | 東京都 大東急記念文庫                        | Very faded drawings covered by prominent Chinese text. |
| 絹本淡彩蘭溪道隆像 （けんぽんたんさいらんけいどうりゅうぞう） | —                                                   | 鎌倉時代、1271年 蘭渓道隆の肖像で本人の賛詞が上部に記されている。 | 巻物 絹地に淡彩顔料 (104.8 x 46.4cm) | 神奈川県 鎌倉市 建長寺                       | Monk seated on a chair holding a stick-like object in his right hand in three-quarter view. Above the painting there is Chinese text. |
| 絹本著色一遍上人絵伝 （けんぽんちゃくしょくいっぺんしょうにんえでん） | 円伊                                                | 鎌倉時代、1299年 | 12巻の絵巻物 絹地に顔料 (38.2 x 922.8cm)(#3), (38.2 x 1094.8cm) (#5) | 神奈川県 藤沢市 清浄光寺                     | Horsemen, people and buildings. |
| 絹本著色北条実時像 （けんぽんちゃくしょくほうじょうさねときぞう） 絹本著色北条顕時像 （けんぽんちょしょくほうじょうあきときぞう） 絹本著色金沢貞顕像 （けんぽんちょしょくかねさわさだあきぞう） 絹本著色金沢貞将像 （けんぽんちょしょくかねさわさだゆきぞう）           | —                                                   | 鎌倉時代 金沢流北条氏4人の肖像画。 | 4幅の掛軸 絹地に顔料 (74.0 x 53.1cm) 右は上から、北条実時像、金沢（北条）貞顕像、 | 神奈川県 横浜市 称名寺                       | Seated monk holding a rosary in three-quarter view. |
| 紙本淡彩十便図 （しほんたんさいじゅうべんず） 紙本淡彩十宜十宜図 （しほんたんさいじゅうぎず） | 池大雅、与謝蕪村                                    | 江戸時代、1771年 大雅作と蕪村作の絵がそれぞれ10枚ずつ。 | 冊子 紙に淡彩顔料 (17.7 x 17.7cm) | 神奈川県 鎌倉市 川端康成記念会               | Three people inside a house. · A person in the garden in front of a house. |
| 紙本著色当麻曼荼羅縁起 （しほんちゃくしょくたいままんだらえんぎ） | —                                                   | 鎌倉時代 當麻寺所蔵の『当麻曼荼羅図』の由来を描いた絵巻。 | 2巻の絵巻物 紙に顔料 (51.5 x 796.7cm) (51.5cx 689.8cm) | 神奈川県 鎌倉市 光明寺                       | People and horses outside a wall with a gate. Beyond the gate there is a house with people. · A deity with many attendants approaches a house with people. |
| 紙本墨画東雲篩雪図 （しほんぼくがとううんしせつず） | 浦上玉堂                                            | 江戸時代、19世紀初頭 | 掛軸 紙に墨 (133.3 x 56.6cm) | 神奈川県 鎌倉市 川端康成記念会               | Landscape with mountains and trees. |
| 絹本著色夏景山水図 （けんぽんちゃくしょくかけいさんすいず） | 伝 徽宗                                             | 南宋、13世紀 | 掛軸 絹地に顔料 (126.9 x 54.5cm) | 山梨県 身延町 久遠寺                         | Landscape with a mountain, tree and a person carrying a stick. |
| 絹本著色達磨図 （けんぽんちゃくしょくだるまず） | —                                                   | 鎌倉時代、1260年代 蘭渓道隆の賛詞が記されている。 | 掛軸 紙に墨 (123.3 x 61.2cm) | 山梨県 甲州市 向嶽寺                         | A seated monk in a red robe. |
| 絹本著色五大尊像 （けんぽんちゃくしょくごだいそんぞう） | —                                                   | 平安時代 降三世明王：寛治2年（1088年）10月10日 軍荼利夜叉明王：1090年6月1日 | 五幅の掛軸 絹地に顔料 大威徳明王(140.8 x 88cm) 不動明王、金剛夜叉明王他(138 x 88cm) | 岐阜県 大野町 来振寺                         | A deity with many heads and arms surrounded by other smaller figures. |
| 紙本金地著色紅白梅図 （しほんきんじちゃくしょくこうはくばいず） | 尾形光琳                                            | 江戸時代、18世紀 | 二曲一双の屏風絵 金箔を貼った紙に墨、顔料 (156.0 x 172.2cm) | 静岡県 熱海市 MOA美術館                      | A tree branch with white blossoms and a river. · A tree branch with red blossoms and a river. |
| 紙本著色源氏物語絵巻 （しほんちゃくしょくげんじものがたりえまき） | —                                                   | 平安時代、12世紀初頭 蓬生、関屋、絵合（詞書）、柏木一、柏木二、柏木三、横笛、竹河一、竹河二、橋姫、早蕨、宿木一、宿木二、宿木三、東屋一、東屋二                                                                          | 絵巻物（額装に改装）絵十五面、詞三十八面 紙に顔料 | 愛知県 名古屋市 徳川美術館                   | Women and a man in courtly dress sitting. · People in courtly dress sitting on the floor of a house. |
| 紙本墨画淡彩慧可断臂図 （しほんぼくがたんさいえかだんぴず） | 雪舟                                                | 室町時代、1496年 | 掛軸 紙に墨と淡彩顔料 (199.9 x 113.6cm) | 愛知県 常滑市 斉年寺                         | One sitting priest and top half of one standing priest. |
| 絹本著色不動明王像 （けんぽんちゃくしょくふどうみょうおうぞう） 黄不動 （きふどう） | —                                                   | 平安時代、9世紀 古来厳重な秘仏で、所有者の寺では本作品の画像の出版物等への掲載を強く制限している。 | 掛軸 絹地に顔料 (178.2 x 72.1cm) | 滋賀県 大津市 園城寺（三井寺）               | — |
| 絹本著色六道絵 （けんぽんちゃくしょくろくどうえ） | —                                                   | 鎌倉時代、13世紀 | 15幅の掛軸 絹地に顔料 (155.6 x 68.8cm) | 滋賀県 大津市 聖衆来迎寺                     | Figures within a sea of fire. |
| 紙本金地著色風俗図 （しほんきんじちゃくしょくふうぞくず） 彦根屏風 （ひこねびょうぶ） | —                                                   | 江戸時代、17世紀前半 以前は井伊家が所蔵していた。 | 六曲一隻の屏風絵 金箔を貼った紙に顔料 (94.5 x 278.8cm) | 滋賀県 彦根市 彦根城彦根城博物館             | People engaged in various activities: playing music, talking. |
| 紙本墨画五部心観 （しほんぼくがごぶしんかん） | 不明                                                | 前欠本：平安時代、完本は唐（9世紀） 円珍が長安で授かったもの。 | 二巻の巻物 紙に墨で描いた線画 (29.6 x 1171.6cm) | 滋賀県 大津市 園城寺（三井寺）               | A seated priest holding an incense burner. · Seated deities and religious symbols. |
| 絹本著色阿弥陀三尊像 （けんぽんちゃくしょくあみださんぞんぞう） | 普悦                                                | 南宋時代、12-13世紀 | 掛軸 絹地に顔料 (125.5 x 48.5cm, 127.5 x 48.5cm, 127.2 x 48.5cm) | 京都府 京都市 清浄華院                       | |
| 絹本著色阿弥陀二十五菩薩来迎図 （けんぽんちゃくしょくあみだにじゅうごぼさつらいごうず） | —                                                   | 鎌倉時代、13-14世紀 | 掛軸 絹地に顔料 (145.1 x 154.5cm) | 京都府 京都市 知恩院                         | A deity with a large number of attendants descending over mountains towards a house. |
| 絹本著色五大尊像 （けんぽんちゃくしょくごだいそんぞう） | —                                                   | 鎌倉時代 | 五幅の掛軸 絹地に顔料 (193.9 x 126.2cm) | 京都府 京都市 醍醐寺                         | A deity surrounded by fire and two other figures. |
| 絹本著色五大尊像 （けんぽんちゃくしょくごだいそんぞう） | —                                                   | 平安時代 | 五幅の掛軸 絹地に顔料 (153.0 x 128.8cm) | 京都府 京都市 東寺                           | |
| 絹本著色孔雀明王像 （けんぽんちゃくしょくくじゃくみょうおうぞう） | —                                                   | 北宋、11世紀 | 掛軸 絹地に顔料 (167.1 x 102.6cm) | 京都府 京都市 仁和寺                         | Frontal view of a deity with six arms seated on a peacock. |
| 絹本著色山越阿弥陀図 （けんぽんちゃくしょくやまごえあみだず） | —                                                   | 鎌倉時代、13世紀 | 掛軸 絹地に顔料 (120.6 x 80.3cm) | 京都府 京都市 京都国立博物館                 | Deity and six attendants coming over a mountain pass towards the viewer. |
| 絹本著色山越阿弥陀図 （けんぽんちゃくしょくやまごえあみだず） | —                                                   | 鎌倉時代、13世紀 | 掛軸 絹地に顔料 (138.0 x 118.0cm) | 京都府 京都市 禅林寺                         | Deity and attendants coming over a mountain pass towards the viewer. |
| 絹本著色山水屏風 （けんぽんちゃくしょくせんずいびょうぶ） | —                                                   | 鎌倉時代、13世紀 | 六曲一隻の屏風絵 絹地に顔料 (110.8 x 37.5cm) | 京都府 京都市 神護寺                         | Landscape with buildings and mountains on a six-section folding screen |
| 絹本著色山水屏風 （けんぽんちゃくしょくせんずいびょうぶ） | —                                                   | 平安時代、11世紀 平安時代制作の唯一伝わる屏風絵。以前は東寺が所蔵し伝法灌頂の儀礼に用いていた。 | 六曲一隻の屏風絵 絹地に顔料 (146.4 x 42.7cm) | 京都府 京都市 京都国立博物館                 | Six narrow and tall panels of a landscape with mountains, trees, horsemen and a hut. The painting is slightly faded. |
| 絹本著色釈迦金棺出現図 （けんぽんちゃくしょくしゃかきんかんしゅつげんず） | —                                                   | 平安時代、11世紀 『摩訶摩耶経』を主題に1枚で描いた平安時代唯一の仏画。以前は長法寺が所蔵していた。 | 掛軸 絹地に顔料 (160.0 x 229.5cm) | 京都府 京都市 京都国立博物館                 | The Buddha surrounded by a halo and a large number of priests and other figures. |
| 絹本著色釈迦如来像 （けんぽんちゃくしょくしゃかにょらいぞう） 赤釈迦 （あかしゃか） | —                                                   | 平安時代、12世紀 釈迦を単独で描いた平安時代唯一の仏画。 | 掛軸 絹地に顔料 (159.4 x 85.5cm) | 京都府 京都市 神護寺                         | Frontal view of a deity seated cross-legged on a pedestal. |
| 絹本著色秋景冬景山水図 （けんぽんちゃくしょくしゅうけいとうけいさんすいず） | 伝 徽宗                                             | 南宋、12世紀 この他に春夏を描いた二幀があり、合わせて四季山水図であったと推測されるが、これらは現存しない。 | 二幅の掛軸 絹地に顔料 (128.2 x 55.2cm) | 京都府 京都市 金地院                         | Landscape with a priest on a mountain road. · Landscape with a priest on a mountain road. |
| 絹本著色秋野牧牛図 （けんぽんちゃくしょくしゅうやぼくぎゅうず） | 伝 閻次平                                           | 南宋、12世紀末 | 掛軸 絹地に顔料 (97.5 x 50.6cm) | 京都府 京都市 泉屋博古館                     | Two boys, an ox and a small ox under a tree. |
| 絹本著色十二天像 （けんぽんちゃくしょくじゅうにてんぞう） | —                                                   | 平安時代、1127年 『東宝記』によると、かつて宮中の儀礼に用いた十二天像が1127年に焼失したことを受けて同年に制作されたものとみなされる。以前は東寺が所蔵していた。                                                          | 十二幅の掛軸 絹地に顔料 (144.2 x 126.6cm) | 京都府 京都市 京都国立博物館                 | Frontal view of the upper half of a deity embellished with ornaments. |
| 絹本著色十二天像 （けんぽんちゃくしょくじゅうにてんぞう） | 伝 宅間勝賀                                         | 平安時代、1191年 | 六曲一双の屏風絵 絹地に顔料 (各扇130.0 x 42.1cm) | 京都府 京都市 東寺                           | Four deities on four sections of a folding screen. Two of them are female and dressed in robes. The other two are male and only sparely dressed. All four have halos with flames. |
| 絹本著色十六羅漢像 （けんぽんちゃくしょくじゅうろくらかんぞう） | —                                                   | 北宋 | 十六幅の掛軸 絹地に着色 大燈国師像(82.1 x 36.4cm) | 京都府 京都市 清凉寺                         | |
| 絹本著色大燈国師像 （けんぽんちゃくしょくだいとうこくしぞう） | —                                                   | 南北朝時代、1334年 | 掛軸 絹地に顔料 (115.5 x 56.5cm) | 京都府 京都市 大徳寺                         | Priest seated on a chair holding a stick-like object in his hand. |
| 絹本著色伝源頼朝像、伝平重盛像、伝藤原光能像 （けんぽんちゃくしょくでんみなもとのよりともぞう、でんたいらのしげもりぞう、でんふじわらのみつよしぞう） 神護寺三像 | 伝 藤原隆信                                         | 鎌倉時代ないし南北朝時代、13世紀ないし14世紀。 伝源頼朝像は足利直義、伝平重盛像は足利尊氏、伝藤原光能像は足利義詮との説あり。                                                                                            | 三幅の掛軸 絹地に顔料 右上：重盛像(143.0 x 111.2cm) 右中：賴朝像(143.0 x 112.8cm) 右下：光能像(143.0 x 111.6cm)                                                                        | 京都府 京都市 神護寺                         | Portrait in three-quarter view of a person seated on the floor in courtly attire carrying a stick like object. · Portrait in three-quarter view of a person seated on the floor in courtly attire carrying a stick like object. · Portrait in three-quarter view of a person seated on the floor in courtly attire carrying a stick like object. |
| 絹本著色不動明王像 （けんぽんちゃくしょくふどうみょうおうぞう） 黄不動 （きふどう） | —                                                   | 平安時代、12世紀 | 掛軸 絹地に顔料 (168.2 x 80.3cm) | 京都府 京都市 曼殊院                         | Frontal portrait of a frightening deity dressed only in a skirt-like garment holding a sword in his right hand. |
| 絹本著色不動明王二童子像 （けんぽんちゃくしょくふどうみょうおうにどうじぞう） 青不動 （あおふどう） | —                                                   | 平安時代、11世紀中期 | 掛軸 絹地に顔料 (203.3 x 148.5cm) | 京都府 京都市 青蓮院                         | A deity with blue skin color seated on a pedestal and surrounded by flames. Two smaller figures are standing in the lower left and right corners. |
| 絹本著色普賢延命像 （けんぽんちゃくしょくふげんえんめいぞう） | —                                                   | 平安時代、12世紀 | 掛軸 絹地に顔料 (139.4 x 67.0cm) | 京都府 舞鶴市 松尾寺                         | Frontal view of a deity seated on a three-headed white elephant. |
| 絹本著色仏眼仏母像 （けんぽんちゃくしょくぶつげんぶつもぞう） | —                                                   | 鎌倉時代、12世紀末 | 掛軸 絹地に顔料 (193.1 x 128.8cm) | 京都府 京都市 高山寺                         | Frontal view of a deity seated on a pedestal. |
| 絹本著色文殊渡海図 （けんぽんちゃくしょくもんじゅとかいず） | —                                                   | 鎌倉時代、13世紀 | 掛軸 絹地に顔料 (143.0 x 106.4cm) | 京都府 京都市 醍醐寺                         | A deity seated cross-legged on a pedestal located on top of a lion-shaped animal surrounded by other figures in priest and warrior robes. The whole group rests on clouds over water. |
| 絹本著色無準師範像 （けんぽんちゃくしょくぶしゅんしばんぞう） | 不明                                                | 南宋、1238年 南宋臨済宗の禅僧、無準師範（仏鑑禅師）の肖像。 | 掛軸 絹地に顔料 (124.8 x 55.2cm) | 京都府 京都市 東福寺                         | Portrait of a priest sitting on a chair and holding a stick-like object. His shoes are placed on a small pedestal in front of him. |
| 紙本著色明恵上人樹上坐禅像 （しほんちゃくしょくみょうえしょうにんざぜんぞう） | —                                                   | 鎌倉時代、13世紀 | 掛軸 紙に顔料 (145.0 x 38.0cm) | 京都府 京都市 高山寺                         | A priest seated on a branch of a pine tree in a pine tree forest. |
| 絹本著色両界曼荼羅図 （けんぽんちゃくしょくりょうかいまんだらず） 伝真言院曼荼羅 （でんしんごんいんまんだら） | —                                                   | 平安時代、9世紀 | 二幅の掛軸 絹地に顔料 右図上：金剛界曼荼羅(187.1 x 164.3cm) 右図下：胎蔵界曼荼羅(185.1 x 164.3cm)                                                                                      | 京都府 京都市 東寺                           | 3x3 squares with depictions of deities. The center square in the top has one large deity. Those to either side in the top row have each about 10 deities of intermediate size. The remaining six squares have a large number of small deities arranged in geometric fashion. · Geometric arrangement of a large number of deities. |
| 絹本著色真言七祖像 （けんぽんちゃくしょくしんごんしちそぞう） | —                                                   | 唐、平安時代 805年に唐から帰国した空海が持ち帰った五幀に、821年に日本で制作された竜猛と竜智の肖像画が加えられた。賛詞には、空海と伝わる書と、嵯峨天皇の可能性がある書がある。                                            | 七幀の掛軸 絹地に顔料 | 京都府 京都市 東寺                           | A priest seated on a pedestal in three-quarter view. |
| 絹本著色訶梨帝母像 （けんぽんちゃくしょくかりていもぞう） | —                                                   | 平安時代-鎌倉時代 | 掛軸 絹地に顔料 (124.3 x 77.9cm) | 京都府 京都市 醍醐寺                         | A female deity. |
| 絹本著色閻魔天像 （けんぽんちゃくしょくえんまてんぞう） | —                                                   | 鎌倉時代、12世紀 | 掛軸 絹地に顔料 (129.1 x 65.4cm) | 京都府 京都市 醍醐寺                         | A female deity. |
| 絹本墨画山水図 （けんぽんぼくがさんすいず） | 李唐                                                | 南宋 | 二幅の掛軸 絹地に墨 (98.1 x 43.4cm) | 京都府 京都市 高桐院                         | |
| 絹本墨画淡彩観音猿鶴図 （けんぽんぼくがたんさいかんのんえかくず） | 牧谿                                                | 南宋、13世紀 | 三幅の掛軸 紙に墨と淡彩顔料 観音図(172.4 x 98.8cm) 猿鶴図二幅(173.9 x 98.8cm) | 京都府 京都市 大徳寺                         | Triptych with a crane on the left, a cross-legged seated deity in the middle and a pair of monkeys on a tree branch on the right. |
| 五重塔初重壁画 （ごじゅうのとうしょじゅうへきが） | —                                                   | 平安時代、951年 壁画は柱、連子窓羽目板、扉、腰羽目板など塔初重内部のあらゆる場所を覆っていた。当初からのものは半分程が残っている。両界曼荼羅の諸尊や真言八祖を題材にしているが、真言八祖のうち善無畏を欠く。             | 18枚の障壁画（板絵） 板に墨、顔料、金泥 | 京都府 京都市 醍醐寺五重塔                   | Frontal view of a cross-legged seated deity. |
| 紙本金地著色松に草花図 （しほんきんじちゃくしょくまつにくさばなず） | 長谷川等伯                                          | 桃山時代 | 二曲一双の屏風絵 金箔を貼った紙に墨、顔料 (226.2 x 165.7cm) | 京都府 京都市 智積院                         | |
| (a)松に草花図 （まつにくさばなず）, (b)桜楓図 （さくらかえでず）, (c)松に梅図 （まつにうめず）, (d)松に黄蜀葵及菊図 （まつにとろろあおいのきくず） | 長谷川等伯と長谷川久蔵                              | 桃山時代 智積院大書院の障壁画25面。 (a)床（とこ）貼付4面と襖2面、(b)壁貼付9面襖2面、 (c)襖4面、(d)床貼付4面 | 襖絵 金箔を貼った紙に墨、顔料 | 京都府 京都市 智積院                         | Part of a tree with leaves, red blossoms and white blossoms. |
| 紙本金地著色風神雷神図 （しほんきんじちゃくしょくふうじんらいじんず） | 俵屋宗達                                            | 江戸時代、17世紀 この絵は、後に酒井抱一と尾形光琳が模写した。 | 二曲一双の屏風絵 金箔を貼った紙に墨、顔料 (169.8 x 154.5cm) | 京都府 京都市 建仁寺                         | Two deities in the top left and right corners wearing a skirt-like garment. The one on the left has a white skin color, the one on the right is green. |
| 紙本著色花園天皇像 （しほんちゃくしょくはなぞのてんのうぞう） | 豪信                                                | 南北朝時代、1338年 | 掛軸 紙に顔料 (31.2 x 97.3cm) | 京都府 京都市 長福寺                         | Three-quarter view of a seated man in a wide robe holding a stick like object. On the left there are three lines of text in Chinese script. |
| 紙本著色華厳宗祖師絵伝 （しほんちゃくしょくけごんしゅうそしえでん） 華厳縁起 （けごんえんぎ） | —                                                   | 鎌倉時代、13世紀 | 7巻の絵巻物 紙に顔料 | 京都府 京都市 高山寺                         | A sailing boat with people and a dragon in the sea. |
| 紙本著色餓鬼草紙 （しほんちゃくしょくがきそうし） | —                                                   | 平安時代、12世紀末 段によって画風に違いがあり、複数の画家による合作と考えられる。蓮華王院宝蔵にあった絵巻の1つであった可能性がある。                                                                                     | 絵巻物 紙に顔料 (26.8 x 538.4cm) | 京都府 京都市 京都国立博物館                 | People pouring water on a funerary marker surrounded by ghosts. |
| 紙本著色絵因果経 （しほんちゃくしょくえいんがきょう） | —                                                   | 奈良時代、8世紀 | 絵巻物 紙に顔料 (26.4 x 1036.4cm) | 京都府 京都市 上品蓮台寺                     | Three seated people shooting bows from a roofed platform and five bystanders. The lower half is covered with Chinese text. |
| 紙本著色絵因果経 （しほんちゃくしょくえいんがきょう） | —                                                   | 奈良時代、8世紀 | 絵巻物 紙に顔料 (26.4 x 1536.4cm) | 京都府 京都市 醍醐寺                         | — |
| 紙本著色病草紙 （しほんちゃくしょくやまいのそうし） | —                                                   | 平安時代、12世紀 元々15図一巻だったが断簡となり、名古屋の旧家に伝来した9段分（うち1段は絵と詞を別に表装）が国宝指定された。                                                                                              | 絵巻物断簡10面 紙に顔料 (25.9-26.0 x 25.3-49.3cm) | 京都府 京都市 京都国立博物館                 | A man suffering from diarrhea squatting with a woman watching his back. |
| 紙本著色法然上人絵伝 （しほんちゃくしょくほうねんしょうにんえでん） | —                                                   | 鎌倉時代、14世紀 | 48巻の絵巻物 紙に顔料 (33.0 x 1100cm) | 京都府 京都市 知恩院                         | People inside and outside of a house. · People seated on the floor of a house with folding screens and a garden in the back. |
| 紙本著色北野天神縁起 （しほんちゃくしょくきたのてんじんえんぎ） | —                                                   | 鎌倉時代、1219年 菅原道真の生涯と縁起。 | 8巻の絵巻物 紙に顔料 (52.2 x 842–1211cm) | 京都府 京都市 北野天満宮                     | Two paintings, upper shows people inside a house and in the garden in front of the house. The lower shows people inside a house and a deity surrounded by blue smoke. |
| 紙本墨画渓陰小築図 （しほんぼくがけいいんしょうちくず） | 伝 吉山明兆                                         | 室町時代、1413年 太白真玄らの賛詞がある。 | 掛軸 紙に墨 (101.5 x 34.5cm) | 京都府 京都市 金地院                         | Landscape with mountains, a stream, trees and a hut. |
| 紙本墨画親鸞聖人像 （しほんぼくがしんらんしょうにんぞう） | 専阿弥陀仏                                          | 鎌倉時代 浄土真宗の始祖親鸞晩年の肖像画と推測される。 | 掛軸 紙に墨 画部のみ(35.2 x 33cm) | 京都府 京都市 西本願寺                       | — |
| 紙本墨画淡彩天橋立図 （しほんぼくがたんさいあまのはしだてず） | 雪舟                                                | 室町時代、1501-1506年 天橋立の鳥瞰図。21枚の小紙を貼り合わせた紙に描かれており、書き直した箇所もあるため、下絵だった可能性も指摘される。                                                                                 | 掛軸 紙に墨と淡彩顔料 (90.0 x 178.2cm) | 京都府 京都市 京都国立博物館                 | Coastal landscape with mountains, buildings and a very narrow strip of land which is covered by trees. |
| 紙本墨画淡彩瓢鮎図 （しほんぼくがたんさいひょうねんず） | 如拙                                                | 室町時代、1413年 足利義持の命で制作された。上部には玉畹梵芳を始め30人の賛詞がある。 | 掛軸 紙に墨と淡彩顔料 (111.5 x 75.8cm) | 京都府 京都市 妙心寺退蔵院                   | A man holding a gourd next to a river with a fish. |
| 紙本墨画鳥獣人物戯画 （しほんぼくがちょうじゅうじんぶつぎが） 鳥獣戯画 （ちょうじゅうぎが） | 伝 鳥羽僧正                                         | 平安時代-鎌倉時代、甲・乙巻は12世紀中期、丙・丁巻は12世紀 最古の漫画と言われる。 | 4巻の絵巻物 紙に墨 最大(30 x 1100cm) | 京都府 京都市 高山寺                         | Four frogs and a rabbit in human shape frolicking. |
| 紙本墨画蓮池水禽図 （しほんぼくがれんちすいきんず） | 俵屋宗達                                            | 江戸時代、17世紀初頭 | 掛軸 紙に墨 (116.0 x 50.0cm) | 京都府 京都市 京都国立博物館                 | Two birds swimming in a pond with lotus flowers. |
| 紫綾金銀泥絵両界曼荼羅図 （むらさきあやきんぎんでいえりょうがいまんだらず） 高雄曼荼羅 （たかおまんだら） | —                                                   | 平安時代、829-833年 金剛・胎蔵両界のを描いた曼荼羅としては日本最古の絵画のひとつであり、空海が写して持ち帰ったものと伝わる。                                                                                             | 二幅の掛軸 紫綾地に金泥と銀泥 金剛界曼荼羅(411.0 x 366.5cm) 胎蔵界曼荼羅(446.4 x 406.3cm)                                                                                              | 京都府 京都市 神護寺                         | |
| 白描絵料紙墨書金光明経 （はくびょうえりょうししぼくしょこんこうみょうきょう）巻第三 | —                                                   | 鎌倉時代、1192年4月1日 経典の料紙には未完の『源氏物語』のような物語調下絵があるが、これは経とは関係がない。『金光明経』の巻三であり、巻二と四は断片しか伝わっていない。                                                  | 巻物 紙に白描（白画） (25.0 x 827.0cm) | 京都府 京都市 京都国立博物館                 | Text in Chinese script on lined paper with underlying drawings. |
| 方丈障壁画 （ほうじょうしょうへきが） (a)紙本墨画花鳥図 （しほんぼくがかちょうず） (b)紙本墨画淡彩琴棋書画図 （しほんぼくがたんさいきんきしょがず） (c)紙本墨画瀟湘八景図 （しほんぼくがしょうしょうはっけいず） (d)紙本墨画竹虎遊猿図 （しほんぼくがちっこゆうえんず） | 狩野永徳(a)(b)と父の狩野松栄(c)(d)                  | 室町時代、1566年 | 聚光院方丈の障壁画38面 (a)室中の襖16面、紙に墨 (b)上二之間（檀那之間）の襖8面、紙に墨と淡彩顔料 (c)下二之間（礼之間）の襖8面、紙に墨 (d)上一之間（衣鉢之間）の襖4面と壁貼付2面、紙に墨 | 京都府 京都市 大徳寺聚光院                   | A stream with floating birds next to a flowering tree. |
| 鳳凰堂中堂壁扉画 （ほうおうどうちゅうどうへきひが） (a)九品来迎図 （くぼんらいごうず） (b)日想観図 （） (c)本尊後壁画 （ほんぞんこうへきが） | —                                                   | 平安時代、1053年 | 14面 の障壁画（板絵） (a)中堂の扉8面と壁2面、本尊後壁1面 (b)中堂背面扉2面 (c)本尊後壁1面                                                                                               | 京都府 宇治市 平等院鳳凰堂                   | Frontal view of a deity. · Landscape with hills, trees and horses. |
| 絹本著色両部大経感得図 （けんぽんちゃくしょくりょうぶたいきょうかんとくず） (a)善無畏 （ぜんむい） (b)龍猛 （りゅうみょう） | 伝 藤原宗弘                                         | 平安時代、1136年 両部とは『大日経』と『金剛頂経』を指す。以前は奈良の内山永久寺（廃寺）が所蔵していた。 | 額装二面 絹地に顔料 (179.0 x 143.0cm) | 大阪府 大阪市 藤田美術館                     | A small pagoda with a monk at the entrance in a landscape. · A five-storied pagoda in a landscape with hills and trees. Three people are sitting close to the pagoda on the ground. |
| 紙本著色玄奘三蔵絵 （しほんちゃくしょくげんじょうさんぞうえ） | —                                                   | 鎌倉時代、12世紀 別名：法相宗秘事絵詞 | 12巻の絵巻物 紙に顔料 (40.3 x 1200-1920cm) | 大阪府 大阪市 藤田美術館                     | Horses laden with packages being lead towards a gate. Their path is lined with monks. |
| 紙本著色後鳥羽天皇像 （しほんちゃくしょくごとばてんのうぞう） | 伝 藤原信実                                         | 鎌倉時代、1221年 | 掛軸 紙に顔料 (40.3 x 30.6cm) | 大阪府 島本町 水無瀬神宮                     | Portrait of a man in courtly dress seated on the floor in three-quarter view. |
| 紙本著色紫式部日記絵詞 （しほんちゃくしょくむらさきしきぶにっきえことば） | —                                                   | 鎌倉時代、13世紀 | 絵巻物 紙に顔料 (21.0 x 434.cm) | 大阪府 大阪市 藤田美術館                     | Parts of two carts, two people, a cow and a gate. |
| 紙本著色扇面法華経冊子 （しほんちゃくしょくせんめんほけきょうさっし） | —                                                   | 平安時代、12世紀 天王寺に伝わる。本件のほか、東京国立博物館に1帖が所蔵される。 | 扇形冊子5帖（98葉） 紙に顔料 (25.3 x 26.0cm) | 大阪府 大阪市 四天王寺                       | Fan shaped paper with text in Chinese script over a painting of a man, a woman and plants. |
| 紙本墨画柴門新月図 （しほんぼくがさいもんしんげつず） | —                                                   | 室町時代、1405年 上辺には18人の禅僧が画賛の詩文を記している。 | 掛軸 紙に墨 (129.2 x 31cm) | 大阪府 大阪市 藤田美術館                     | Three people approaching a gate in a landscape with trees and a moon. |
| 絹本著色聖徳太子及天台高僧像 （けんぽんちゃくしょくしょうとくたいしおよびてんだいこうそうぞう） | —                                                   | 平安時代 | 十幅の掛軸 絹地に顔料 | 兵庫県 加西市 一乗寺                         | Portrait of a monk in three-quarter view seated cross-legged on a chair. His hands rest, palms up, on his lap in meditating pose. |
| 紙本墨画淡彩夜色楼台図 （しほんぼくがたんさいやしょくろうだいず） | 与謝蕪村                                            | 江戸時代、1778年前後 | 掛軸 紙に墨と淡彩顔料 (27.9 x 130.0cm) | 兵庫県 個人所蔵                              | Landscape with bright mountains, houses and a dark sky. There is an inscription and red stamp marks on the very right of the scroll. |
| 絹本著色阿弥陀三尊及童子像 （けんぽんちゃくしょくあみださんそんおよびどうじぞう） | —                                                   | 鎌倉時代、12-13世紀 光明皇后を描いたという説がある。 | 三幅の掛軸 絹地に顔料 阿弥陀如来(186.0 x 143.3cm) 観音・勢至菩薩(182.3 x 173.2cm) 持幡童子(182.5 x 55.2cm)                                                                             | 奈良県 奈良市 法華寺                         | Two seated deities and a canopy. Petals are raining from the sky. Frontal view of a cross-legged deity. Figure carrying a flag on a pole. Petals are raining from the sky. |
| 絹本著色雪中帰牧図 （けんぽんちゃくしょくせっちゅうきぼくず） | 李迪                                                | 南宋、12世紀後半 騎牛幅 | 掛軸 絹地に顔料 (24.2 x 23.8cm) | 奈良県 奈良市 大和文華館                     | A boy riding an ox and a tree. |
| 絹本著色倶舎曼荼羅図 （けんぽんちゃくしょくくしゃまんだらず） | —                                                   | 平安時代、12世紀 | 掛軸 絹地に顔料 (164.5 x 177.0cm) | 奈良県 奈良市 東大寺                         | A deity seated on a pedestal surrounded by five robed standing figures. |
| 絹本著色慈恩大師像 （けんぽんちゃくしょくじおんだいしぞう） | —                                                   | 平安時代、11世紀 | 掛軸 絹地に顔料 (161.2 x 129.2cm) | 奈良県 奈良市 薬師寺                         | Priest seated cross-legged on a pedestal. |
| 絹本著色十一面観音像 （けんぽんちゃくしょくじゅういちめんかんのんぞう） | —                                                   | 平安時代 以前は法起寺が所蔵。 | 掛軸 絹地に顔料 (169.0 x 90.0cm) | 奈良県 奈良市 奈良国立博物館                 | |
| 絹本著色十二天像 （けんぽんちゃくしょくじゅうにてんぞう） | —                                                   | 平安時代 日本最古の十二天像と言われる。 | 十二幅の掛軸 絹地に顔料 (160.0 x 134.5cm) | 奈良県 奈良市 西大寺                         | A deity. |
| 高松塚古墳壁画 （たかまつづかこふんへきが） | —                                                   | 飛鳥時代ないし奈良時代、7世紀末-8世紀初頭 1972年3月から発掘調査が始まり、同21日に壁画が発見された。 | 4面の壁画 彩色 | 奈良県 明日香村 高松塚古墳                   | Faded figures in a procession. |
| 紺綾地金銀泥絵両界曼荼羅図 （こんあやじきんぎんでいえりょうかいまんだらず） 子島曼荼羅 （こじままんだら） | —                                                   | 平安時代、11世紀初頭 別名：飛曼荼羅（とびまんだら）、飛行曼荼羅（ひこうまんだら）。長保年間に子嶋寺を中興した真興が一条天皇から賜ったと伝わる。                                                                          | 二幀の掛軸 紺綾地に金泥と銀泥 胎蔵界曼荼羅(349.1 x 307.9cm) 金剛界曼荼羅(351.3 x 297.0cm)                                                                                              | 奈良県 高取町 子嶋寺                         | A large number of golden deities arranged in regular fashion on a dark-blue background. The deity in the center is surrounded by eight deities arranged like petals. These nine deities in flower-shape are surrounded by a square. · 3 times 3 squares decorated with deities in frontal view in various ways. The top center square contains a large deity. The top right square contains a pattern of 3 times 3 deities. The top left square contains a central deity surrounded by a square around which four large and four small deities are arranged in circular fashion. The remaining six squares are virtually identical and contain a large number of deities arranged around a central square with 3 times 3 deities. |
| 紙本金地著色婦女遊楽風俗図 （しほんきんじちゃくしょくふじょゆうらくふうぞくず） 松浦屏風 （まつうらびょうぶ） | —                                                   | 江戸時代、1650年頃 以前は平戸藩主松浦家が所蔵していた。 | 六曲一双の屏風絵 金箔を貼った紙に顔料 (155.6 x 361.6cm) | 奈良県 奈良市 大和文華館                     | Seven women and a girl dressed in kimonos. Two women are playing cards, one is cleaning her teeth while holding a mirror, another is holding a twig, one is writing. Two women are engaged with the girl. · Nine women and a girl dressed in kimonos. One woman is reading a sheet of paper, another is playing a shamisen. One woman is doing the hair of another woman. |
| 紙本著色華厳五十五所絵巻 （しほんちゃくしょくけごんごじゅうごしょえまき） | —                                                   | 平安時代、12世紀 | 絵巻物 紙に顔料 (29.8 x 1287.0cm) | 奈良県 奈良市 東大寺                         | People sitting in raised pavilions and other figures. |
| 紙本著色信貴山縁起 （しほんちゃくしょくしぎさんえんぎ） | —                                                   | 平安時代、12世紀初頭 | 3巻の絵巻物 紙に顔料 飛倉巻(31.5 x 827cm、右に部分) 延喜加持巻(31.25 x 1270.3cm) 尼公巻(31.5 x 1416cm)                                                                                 | 奈良県 平群町 朝護孫子寺                     | People running along the coast looking at a golden bowl floating on the water. |
| 紙本著色寝覚物語絵巻 （しほんちゃくしょくねざめものがたりえまき） | —                                                   | 平安時代、12世紀初頭 後半の一部に相当する詞書4段、絵4段が現存している。 | 絵巻物 紙に顔料 (26.0 x 533.0cm) | 奈良県 奈良市 大和文華館                     | A house, trees with white blossoms and people. · Part of a house and garden. |
| 紙本著色地獄草紙 （しほんちゃくしょくじごくそうし） | —                                                   | 鎌倉時代、12世紀 十六小地獄のうち7段簡が現存。1つはボストン美術館蔵。 | 絵巻物 紙に顔料 (26.5 x 454.7cm) | 奈良県 奈良市 奈良国立博物館                 | Three naked persons burning books. A larger yellow monster with a third eye on the forehead is sitting close by. |
| 紙本著色辟邪絵 （しほんちゃくしょくへきじゃえ） | —                                                   | 平安時代、12世紀 元々は絵巻物（益田家本地獄草紙乙巻）。 | 絵巻物（五幅の掛軸に改装） 紙に顔料 (25.8-26.0 x 39.2-77.2cm) | 奈良県 奈良市 奈良国立博物館                 | A deity embellished with ornaments and four arms grabbing three much smaller persons in three of his hands and the lower body part of another in his fourth hand. Tot he right of the scene there is Japanese calligraphic text. |
| 紙本墨画淡彩山水図 （しほんぼくがたんさいさんすいず） 水色巒光図 （しぃしょくらんこうず） | 伝 周文                                             | 室町時代、1445年 上辺には江西龍派、信仲明篤、心田清播3僧の画賛が記されている。 | 掛軸 紙に墨と淡彩顔料 (108 x 32.7cm) | 奈良県 奈良市 奈良国立博物館                 | A gate in a landscape with trees and mountains. |
| 板絵著色伝帝釈天曼荼羅図（金堂来迎壁） （いたえちゃくしょくでんたいしゃくてんまんだらず‐こんどうらいこうかべ） | —                                                   | 平安時代、9世紀 金堂本尊の背後の壁画は当初からこの場所にあったかどうか不明。室生寺と関係の深い室生龍穴神社の竜神信仰との関連から、この板絵は、竜神曼荼羅もしくは請雨経曼荼羅として制作された可能性がある。               | 障壁画（板絵） 板に顔料 | 奈良県 宇陀市 室生寺金堂                     | |
| 麻布著色吉祥天像 （まふちゃくしょくきちじょうてんぞう） | —                                                   | 奈良時代 | 額装 麻地に顔料 (53 x 31.7cm) | 奈良県 奈良市 薬師寺                         | Portrait of a female deity dressed in a robe. |
| 絹本著色阿弥陀三尊像 （けんぽんちゃくしょくあみださんそんぞう） | —                                                   | 鎌倉時代 | 掛軸 絹地に顔料 (154.0 x 135.0cm) | 和歌山県 高野町 蓮華三昧院                   | Frontal view of a deity seated on a pedestal framed by two seated attendants. |
| 絹本著色阿弥陀聖衆来迎図 （けんぽんちゃくしょくあみだしょうじゅらいこうず） | —                                                   | 平安時代-鎌倉時代 楽器を奏でる仏教聖者に囲まれた阿弥陀如来が、死者の魂を浄土に導く様を描写する。 | 三幅の掛軸 絹地に顔料 | 和歌山県 高野町 有志八幡講十八箇院           | A deity in frontal view surrounded by attendants floating on clouds. |
| 絹本著色勤操僧正像 （けんぽんちゃくしょくごんそうそうじょうぞう） | —                                                   | 平安時代 | 掛軸 絹地に顔料 (166.4 x 136.4cm) | 和歌山県 高野町 普門院                       | — |
| 絹本著色五大力菩薩像 （けんぽんちゃくしょくごだいりきぼさつぞう） | —                                                   | 平安時代 元々は五幅あったが、二幅は1888年に焼損した。現存するものは「金剛吼」「龍王吼」「無畏十力吼」の三幅。 | 三幅の掛軸 絹地に顔料 金剛吼(322.8 x 179.5cm) 龍王吼(237.6 x 179.5cm) 無畏十力吼(179.5 x 179.5cm)                                                                                      | 和歌山県 高野町 高野山有志八幡講十八箇院     | Frontal view of a fierce looking black deity surrounded by flames. |
| 絹本著色善女竜王像 （けんぽんちゃくしょくぜんにょりゅうおうず） | 定智                                                | 平安時代、1145年 | 掛軸 絹地に顔料 (163.6 x 111.2cm) | 和歌山県 高野町 金剛峰寺                     | A deity in three-quarter view dressed in a robe. |
| 絹本著色伝船中湧現観音像 （けんぽんちゃくしょくでんせんちゅうゆうげんかんのんぞう） | —                                                   | 平安時代 | 掛軸 絹地に顔料 | 和歌山県 高野町 龍光院                       | A deity in three-quarter view dressed in a robe. |
| 絹本著色仏涅槃図 （けんぽんちゃくしょくぶつねはんず） | —                                                   | 平安時代、1086年 | 掛軸 絹地に顔料 (267.6 x 271.2cm) | 和歌山県 高野町 金剛峰寺                     | Buddha lying on a platform surrounded by mourners. |
| 紙本著色山水人物図 （しほんちゃくしょくさんすいじんぶつず） | 池大雅                                              | 江戸時代、18世紀 | 10面の襖絵 絹地に顔料 | 和歌山県 高野町 遍照光院                     | A pavilion with two people in a landscape |
| 紙本著色粉河寺縁起 （しほんちゃくしょくこかわでらえんぎ） | —                                                   | 鎌倉時代、12世紀 | 絵巻物 紙に顔料 (30.8 x 1984.2cm) | 和歌山県 紀の川市 粉河寺                     | A horse and a man sititng under a tree with people carrying items over a bridge towards a gate at which more people are seated. · House with people and two horses. |
| 絹本著色普賢菩薩像 （けんぽんちゃくしょくふげんぼさつぞう） | —                                                   | 平安時代、12世紀 | 額装 絹地に顔料 (102.4 x 52.1cm) | 鳥取県 智頭町 豊乗寺                         | Side view of a deity seated on a pedestal on top of a white elephant. |
| 絹本著色宮女図 （けんぽんちゃくしょくきゅうじょず） 伝桓野王図 （でんかんやおうず） | 銭舜挙                                              | 元、14世紀 | 掛軸 絹地に顔料 (86.1 x 29.9cm) | 岡山県個人所蔵。                             | Portrait of a woman in disguise of a man wearing a red round-necked robe of the nobility and a cap of black gauze. A yokobue transverse flute is tucked in her obi and she is watchpg=PA159ing the fingers of both of her hands. |
| 紙本墨画淡彩山水図 （しほんぼくがたんさいさんすいず） | 雪舟                                                | 室町時代 | 掛軸 紙に墨と淡彩顔料 | 岡山県個人所蔵。                             | |
| 絹本著色普賢延命像 （けんぽんちゃくしょくふげんえんめいぞう | —                                                   | 平安時代、1153年 | 掛軸 絹地に顔料 (149.3 x 86.6cm) | 広島県 尾道市 持光寺                         | Deity with many arms seated on a pedestal on top of four white elephants. |
| 平家納経 （へいけのうきょう） | 平清盛と32人の平家一族                              | 平安時代、1164年 『法華経』30巻、『阿弥陀経』・『般若心経』・平清盛願文各1巻。厳島神社に奉納された。 | 33巻の装飾経・金銀装雲竜文銅製経箱・蔦蒔絵唐櫃 ink on decorated paper 方便品(25.4 x 537.9cm), 譬喩品(27.2 x 767.4cm) 法師品(24.9 x 270.7cm) 寿量品(26.5 x 266.8 cm)                    | 広島県 廿日市市 厳島神社                     | |
| 紙本墨画淡彩四季山水図 （しほんぼくがしきさんすいず） | 雪舟                                                | 室町時代、1486年以降 | 巻物 紙に墨と淡彩顔料 (37.0 x 159cm) | 山口県 防府市 毛利博物館                     | Two houses in a landscape with trees and high mountains. A large number of people is on the path leading from one house to the other. |